# Marcin Krukowski
Marcin Krukowski (Varsavia, 14 giugno 1992) è un giavellottista polacco. Nel 2017, con la misura di 88,09 ha stabilito il record nazionale polacco di lancio del giavellotto.

## Progressione
- 2009 – 65,95 m
- 2010 – 72,10 m
- 2011 – 79,19 m
- 2012 – 82,58 m
- 2013 – 83,04 m
- 2014 – 80,66 m
- 2015 – 85,20 m
- 2016 – 84,74 m
- 2017 – 88,09 m
- 2018 – 84,55 m

## Palmarès
| Anno | Manifestazione    | Sede           | Evento                 | Risultato | Prestazione | Note                                     |
| ---- | ----------------- | -------------- | ---------------------- | --------- | ----------- | ---------------------------------------- |
| 2009 | Mondiali allievi  | Bressanone     | Lancio del giavellotto | 4º        | 72,09 m     |                                          |
| 2010 | Mondiali juniores | Moncton        | Lancio del giavellotto | 27º (q)   | 59,24 m     |                                          |
| 2011 | Europei juniores  | Tallinn        | Lancio del giavellotto | Argento   | 79,19 m     |                                          |
| 2013 | Europei under 23  | Tampere        | Lancio del giavellotto | 9º        | 72,37 m     |                                          |
| 2013 | Mondiali          | Mosca          | Lancio del giavellotto | 24º (q)   | 76,93 m     |                                          |
| 2015 | Mondiali          | Pechino        | Lancio del giavellotto | 21º (q)   | 78,91 m     |                                          |
| 2016 | Europei           | Amsterdam      | Lancio del giavellotto | 6º        | 79,49 m     |                                          |
| 2016 | Giochi olimpici   | Rio de Janeiro | Lancio del giavellotto | 15º (q)   | 82,01 m     |                                          |
| 2017 | Mondiali          | Londra         | Lancio del giavellotto | 9º        | 78,38 m     |                                          |
| 2017 | Universiade       | Taipei         | Lancio del giavellotto | 5º        | 79,38 m     |                                          |
| 2018 | Europei           | Berlino        | Lancio del giavellotto | 4º        | 84,55 m     | Miglior prestazione personale stagionale |
| 2019 | Mondiali          | Doha           | Lancio del giavellotto | 7º        | 80,56 m     |                                          |
| 2021 | Giochi olimpici   | Tokyo          | Lancio del giavellotto | 28º (q)   | 74,65 m     |                                          |
| 2024 | Europei           | Roma           | Lancio del giavellotto | 9º        | 81,24 m     |                                          |
| 2024 | Giochi olimpici   | Parigi         | Lancio del giavellotto | 14º (q)   | 82,34 m     |                                          |

## Altre competizioni internazionali
2017
- Oro al DécaNation ( Angers), lancio del giavellotto - 78,19 m

2019
- Campionati europei a squadre di atletica leggera ( Bydgoszcz)

2021
- Campionati europei a squadre di atletica leggera ( Chorzów)